# Naturpark Trudner Horn

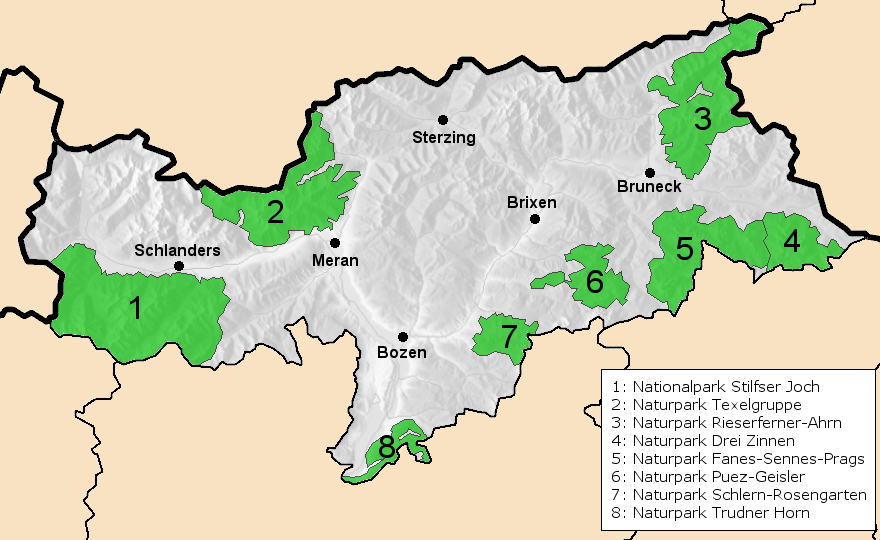
Karte der Naturparks in Südtirol mit dem Naturpark Trudner Horn (8)

Der Naturpark Trudner Horn (italienisch Parco Naturale Monte Corno) ist ein Regionalpark im Südtiroler Teil der Fleimstaler Alpen (Italien). Er wurde 1980 gegründet und umfasst eine Fläche von 6851 ha, aufgeteilt auf die Gemeinden Altrei, Montan, Neumarkt, Salurn und Truden.

## Ausdehnung und Lebensräume
Der Park befindet sich im äußersten Süden Südtirols entlang der Grenze zum Trentino, etwa 15 km südlich von Bozen. Er erstreckt sich über die bewaldeten Bergrücken der Fleimstaler Alpen, die das Etschtal ostseitig begleiten. Die bedeutendsten Erhebungen, die hier zwischen dem Unterland, dem Fleimstal und dem Cembratal aufragen, sind das namensgebende Trudner Horn (1781 m), die Königswiese (1622 m), der Cislon (1563 m), der Madruttberg (1507 m) und der die Südgrenze an der Salurner Klause bildende Geier (1084 m). Im Norden endet der Park im Bereich des San-Lugano-Sattels.
Der Naturpark Trudner Horn sticht unter den Südtiroler Naturparks heraus, da er der einzige ist, der vollständig unter der 2000-m-Marke liegt, und die artenreichste Flora und Fauna beherbergt. In den unterschiedlichen Lagen trifft man auf subalpine Fichtenwälder, submediterrane Flaumeichen-Hopfenbuchen-Mannaeschen-Buschwälder, Trockenrasen, Mischwälder, Feuchtwiesen und Moore.

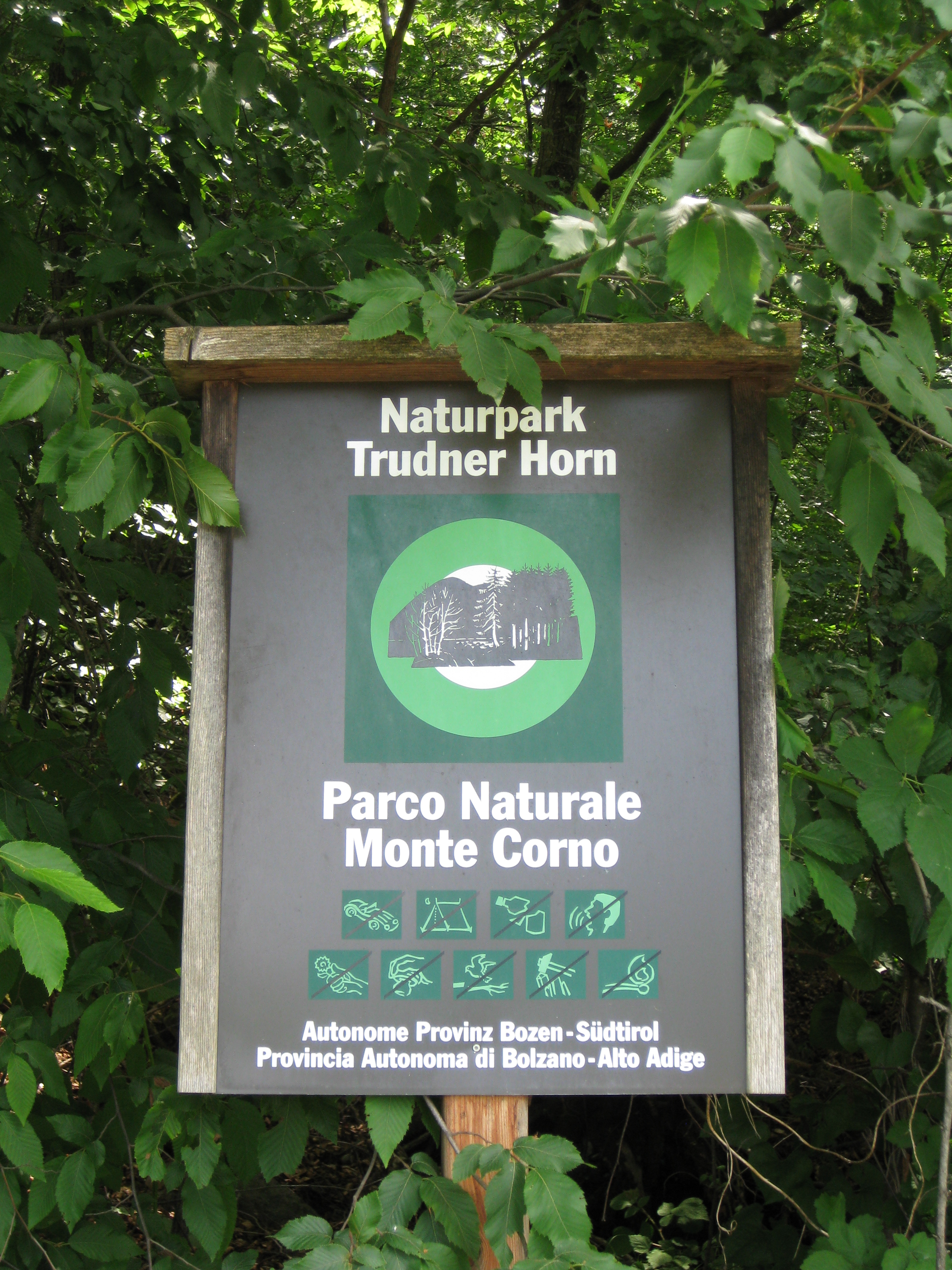
Hinweisschild
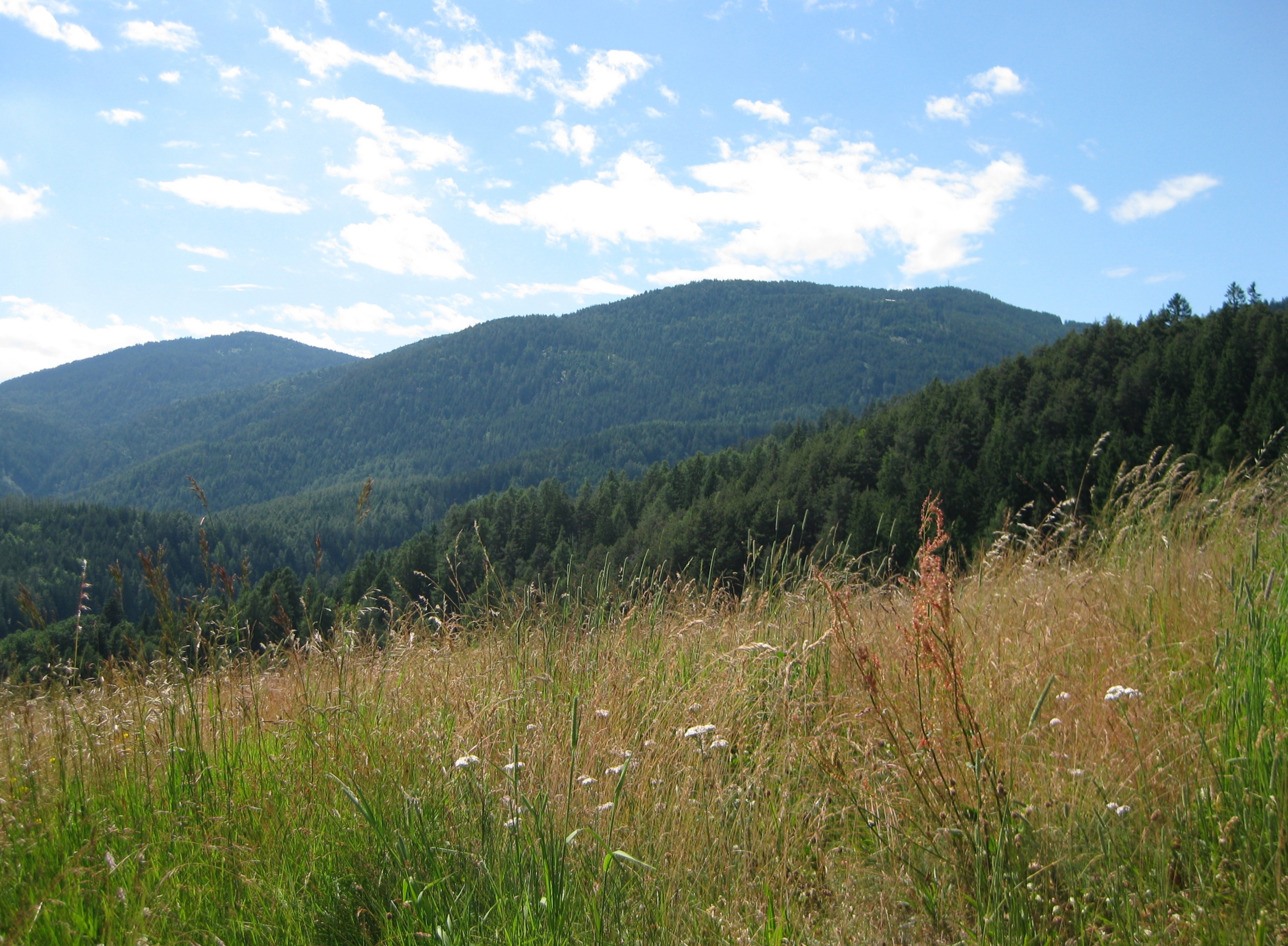
Trudner Horn
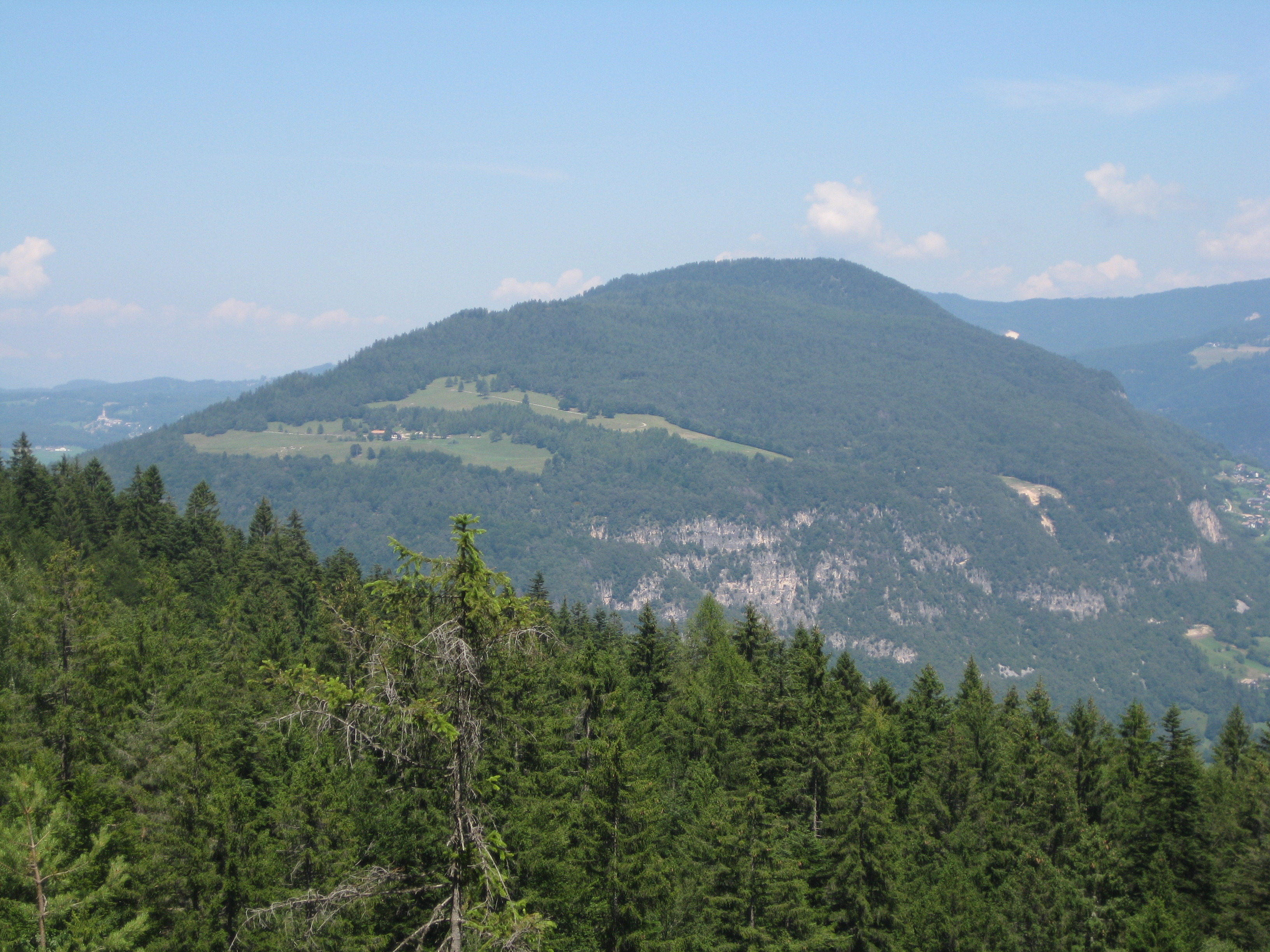
Cislon
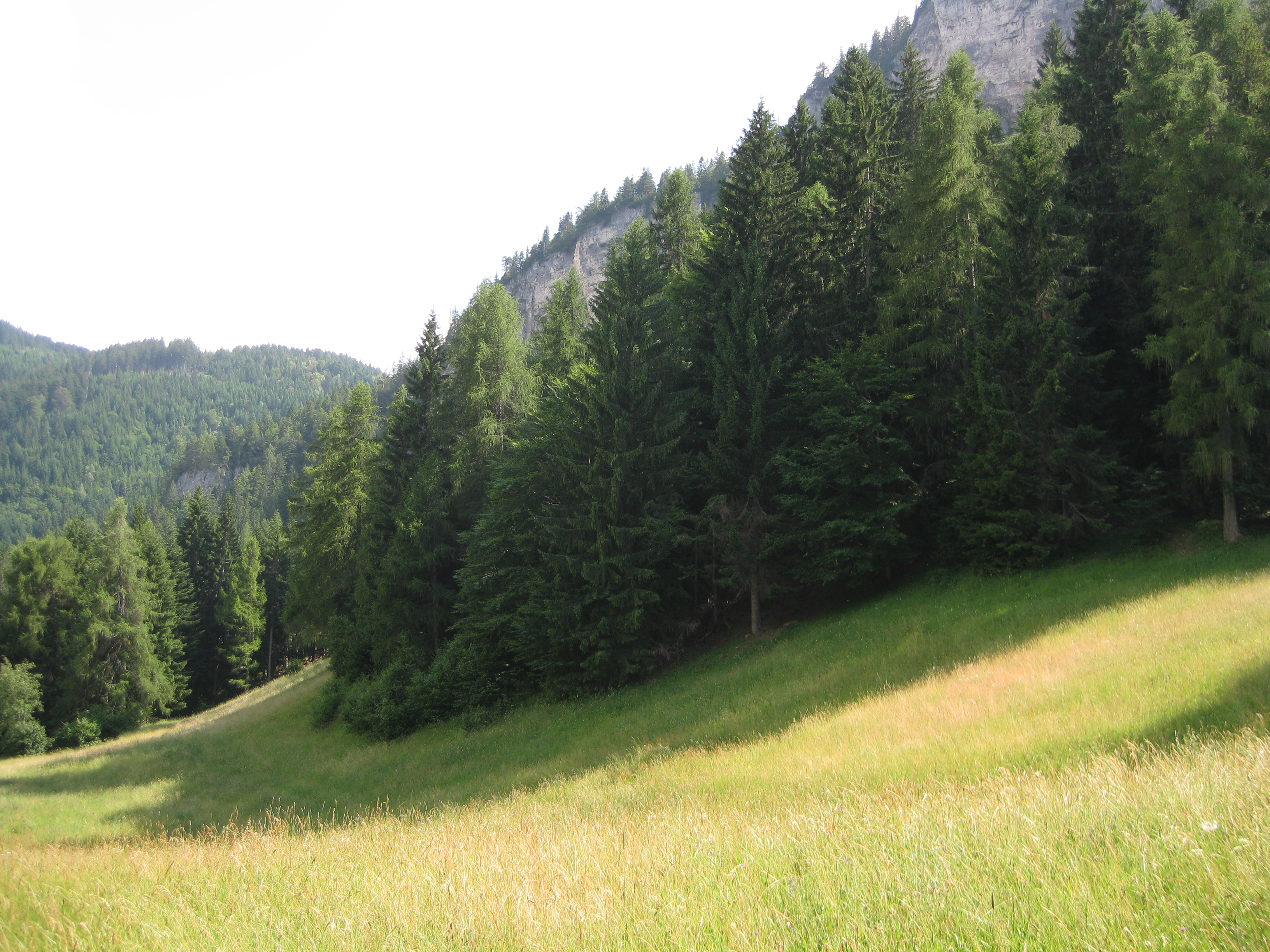
Großwiese
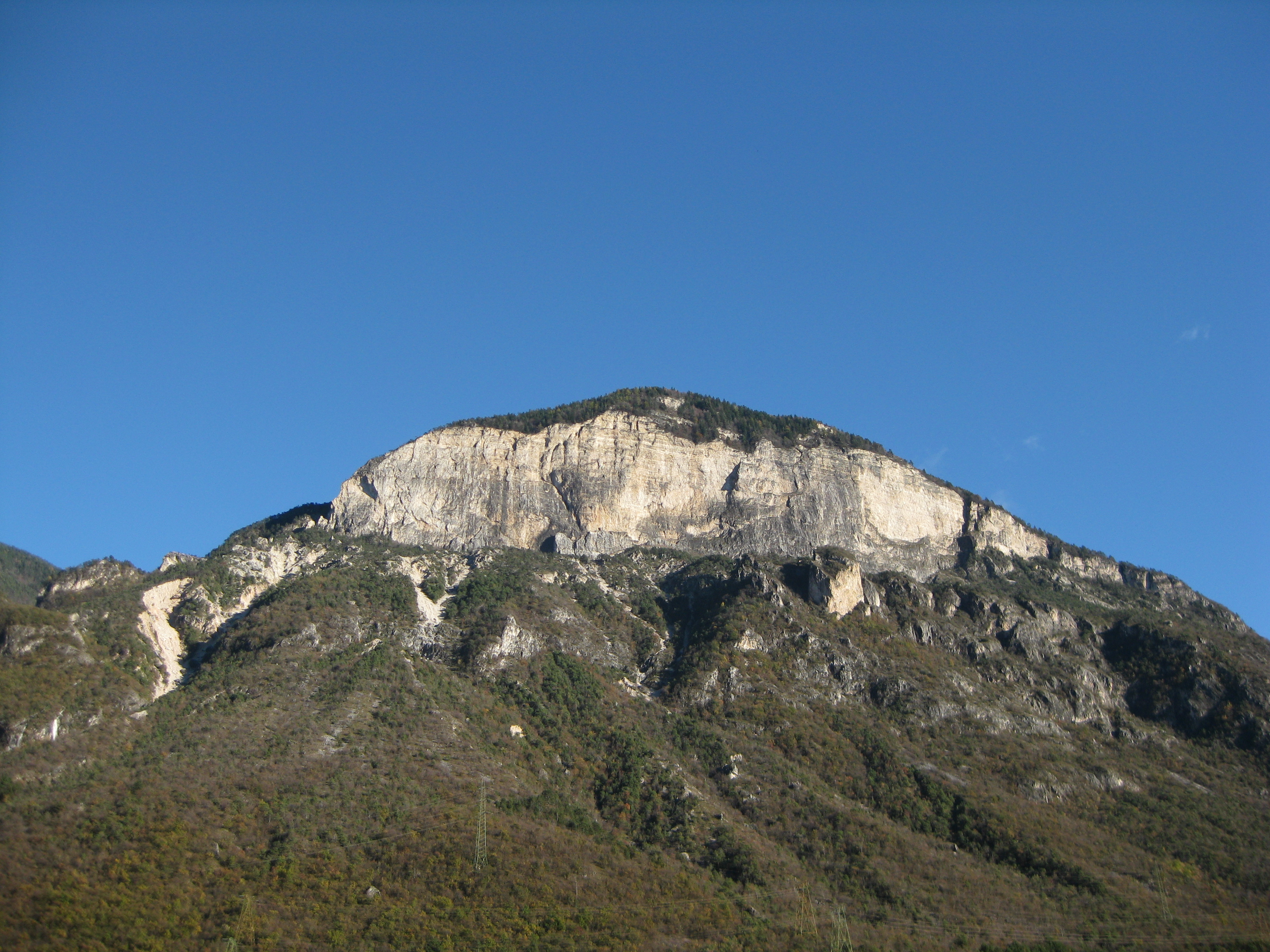
Madruttberg

## Geschichte und Einrichtungen
Der Naturpark wurde 1980 gegründet und im Jahr 2000 deutlich erweitert. Das „Naturparkhaus Trudner Horn“, in dem die Natur des Parks vorgestellt wird, befindet sich im Ortszentrum von Truden (Standort: ⊙).